# عين دبي
عين دبي هي دولاب هواء تقع في جزيرة بلو ووترز بالقرب من مرسى دبي في دبي، الإمارات. تم افتتاحه عام 2021 وهو أعلى دولاب هواء في العالم. وعين دبي قادرة على حمل ما يصل إلى 1400 راكب في 48 كبسولة.
تقع عين دبي في جزيرة «بلوواترز» وتُعدّ من أبرز المعالم السياحية في دبي التي تضيف إلى الأرقام القياسية للمدينة، وتحيط بها المراكز التجارية، والمطاعم، والشقق السكنية بالإضافة إلى سوق تراثي، ويبلغ ارتفاع هذه العجلة الترفيهية الضخمة والأعلى من نوعها في العالم 210 متر (689 قدم)، وتتميّز بإطلالة رائعة على أفق دبي إذ تقع قبالة الواجهة البحرية لمشروع «جميرا بيتش ريزيدنس».
كما تطلّ عين دبي على المناظر الخلابة لساحل دبي وأفق المارينا المبهر، فضلاً عن أبرز المعالم السياحية بما فيها برج العرب، ونخلة جميرا وبرج خليفة. أمّا قاعدتها فتُشكّل منطقة ترفيهية إذ سيتمّ تزويد العجلة بشاشة LED ضخمة. تتكون العجلة من 48 كبسولة، وتتسع العجلة كاملة لما يقارب 1,750 راكباً في دورة واحدة، أما مدة دوران عين دبي يستغرق 38 دقيقة.

## خلفية تاريخية
عين دبي (التي كانت تسمى سابقًا دبي- I ) والتي يصل ارتفاعها إلى 210 متر (689 قدم) في جزيرة بلو ووترز في الإمارات العربية المتحدة تم الإعلان عنها في فبراير 2013،  في ذلك الوقت، كان من المقرر أن يبدأ البناء في يونيو 2013 ومن المتوقع الانتهاء منه في وقت ما خلال عام 2015، بتكلفة تقديرية تبلغ 1.6 مليار دولار أمريكي لمشروع بلو آيلاند بأكمله،  وتم ترسية المشروع على هيونداي للهندسة والإنشاءات وستارنيث الهندسية كمصممين ومقاولين. بدأ البناء متأخرًا بحوالي عامين عن الموعد المحدد حيث بدأ في مايو 2015،  مع توقعات بالانتهاء في أوائل إلى منتصف عام 2019، دفعت المزيد من التأخيرات لتأجيل الافتتاح المستهدف إلى 20 أكتوبر 2020، من أجل أن يتزامن الافتتاح مع إكسبو 2020،  ولكن تم تأجيل الافتتاح مجددا بسبب جائحة فيروس كورونا 2019–20.
تبلغ تكلفة مشروع العجلة نفسها مليار درهم إماراتي (270 مليون دولار)،  وعند اكتمالها، ستكون بطول 210 متر (689 قدم) وبهذا تكون عين دبي أطول عجلة ترفيهة في العالم، حيث تتفوق بحوالي 42.5 متر (139 قدم) على عجلة هاي رولير ذاتُ 167.6 متر (550 قدم)، التي أُفتتحت في لاس فيغاس في مارس 2014،  وأطول من عجلة نيويورك ذاتُ 190.5 متر (625 قدم) المخطط إنشائها لجزيرة ستاتن.
تتولى شركة Hyundai Contracting و Starneth Engineering أعمال التصميم والبناء،  وتُنفذ الإنشاءات الفعلية اعتبارًا من مايو 2015.
ستكون العجلة قادرة على حمل ما يصل إلى 1400 راكب في 48 كبسولة، وتوفر إطلالات على مرسى دبي والمعالم مثل برج العرب ونخلة جميرا وبرج خليفة، وستستخدم قاعدتها كمنطقة ترفيهية حيث سيتم تثبيت شاشة إل إي دي بطول 80 متر (260 قدم) على العجلة لإنشاء منصة إلكترونية للبث والإعلانات وغيرها من المعلومات. تم تركيب أول كبسولة ركاب في 21 أغسطس 2020.

### مقصورات عين دبي
تتمتع مقصورات عين دبي بزجاج مزدوج يحمي الركاب من الأشعة تحت الحمراء وفوق البنفسجية، وهو مصنّع بتقنية قمرات الطائرات الحربية نفسها، مما يمنح الركاب إضاءة مثالية ورؤية واضحة مع إطلالات بانورامية بزاوية 360 درجة على مدينة دبي ومعالمها البارزة و تدعم العجلة بنية تحتية متينة من أكثر من 192 كابلاً يبلغ طولها الإجمالي 2,400 كيلومتر وتتنوع استخدامات هذه المقصورات؛ إذ يمكن تخصيصها للاحتفالات الخاصة، أو الحفلات الغنائية، أو الاجتماعات الرسمية، مما يجعلها مكاناً مثالياً لاستضافة مختلف الفعاليات .

## معرض صور

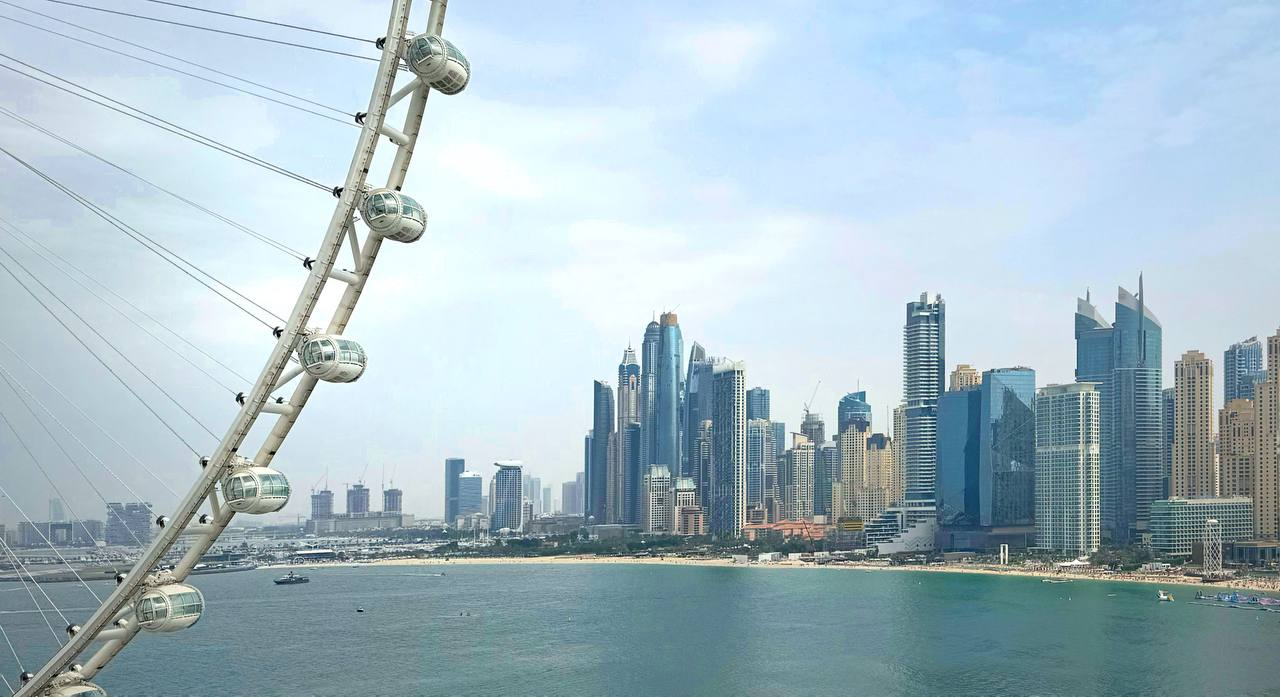
مقصورات عين دبي
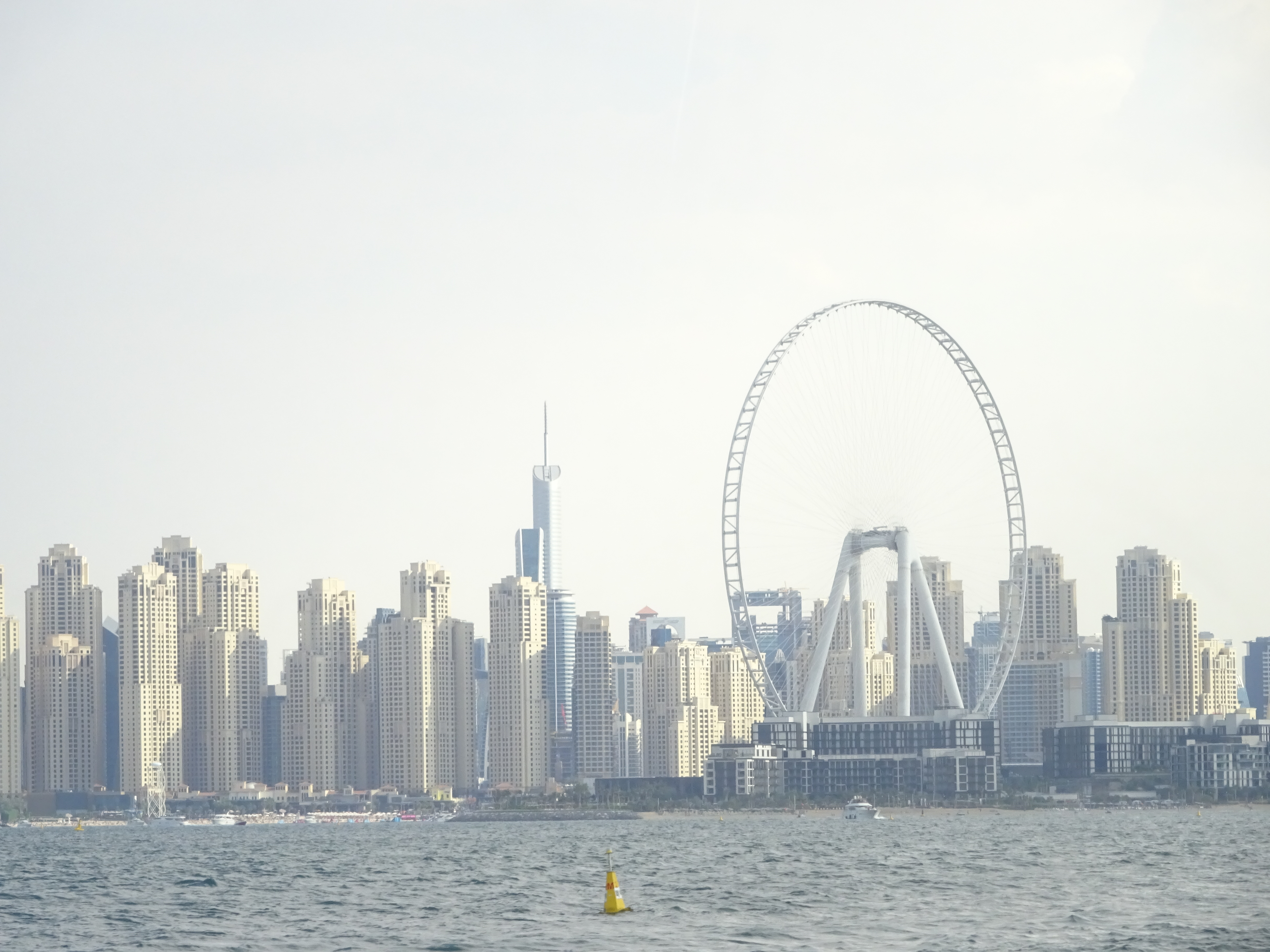
عين دبي من البحر
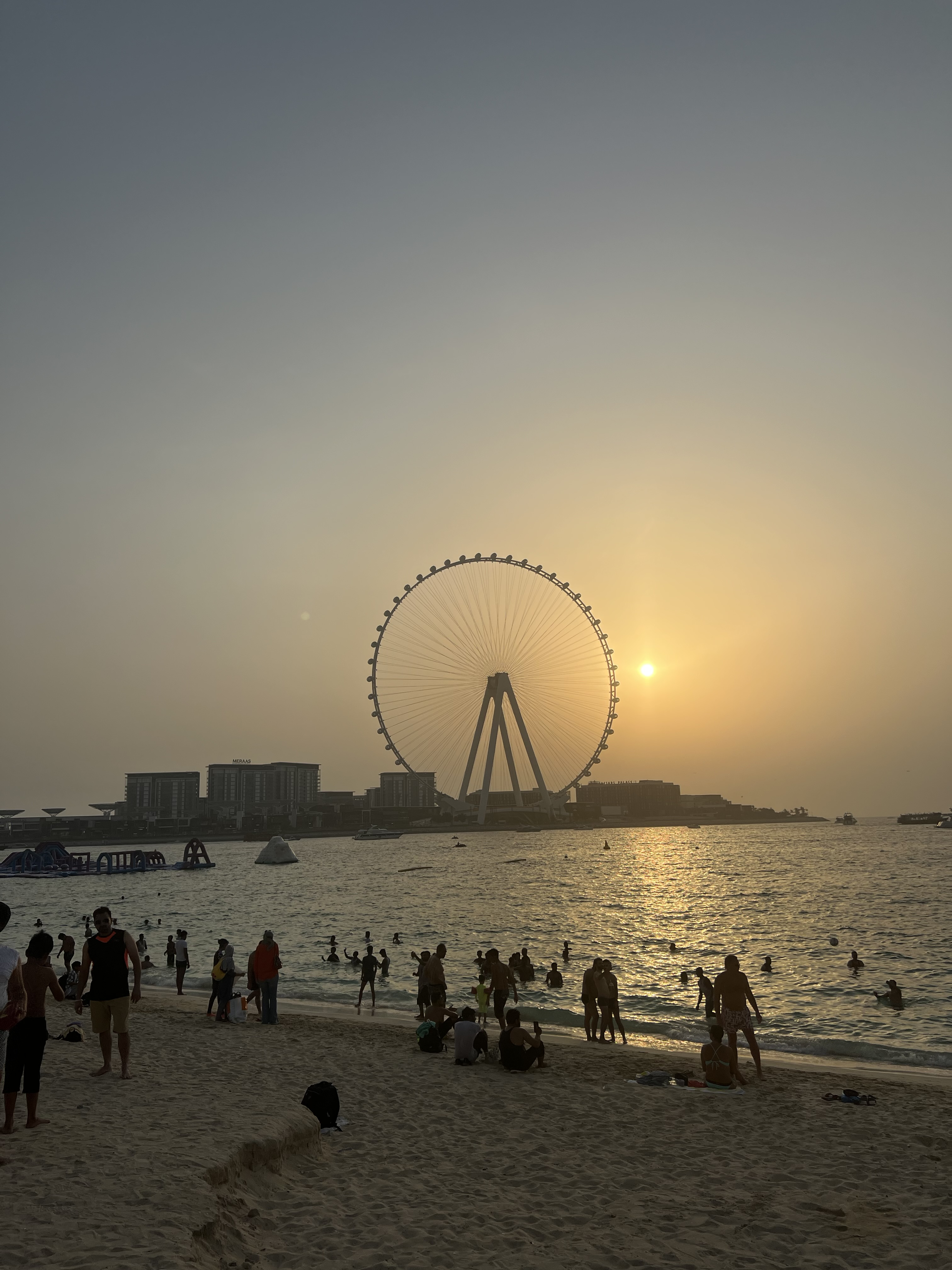
منظر الغروب
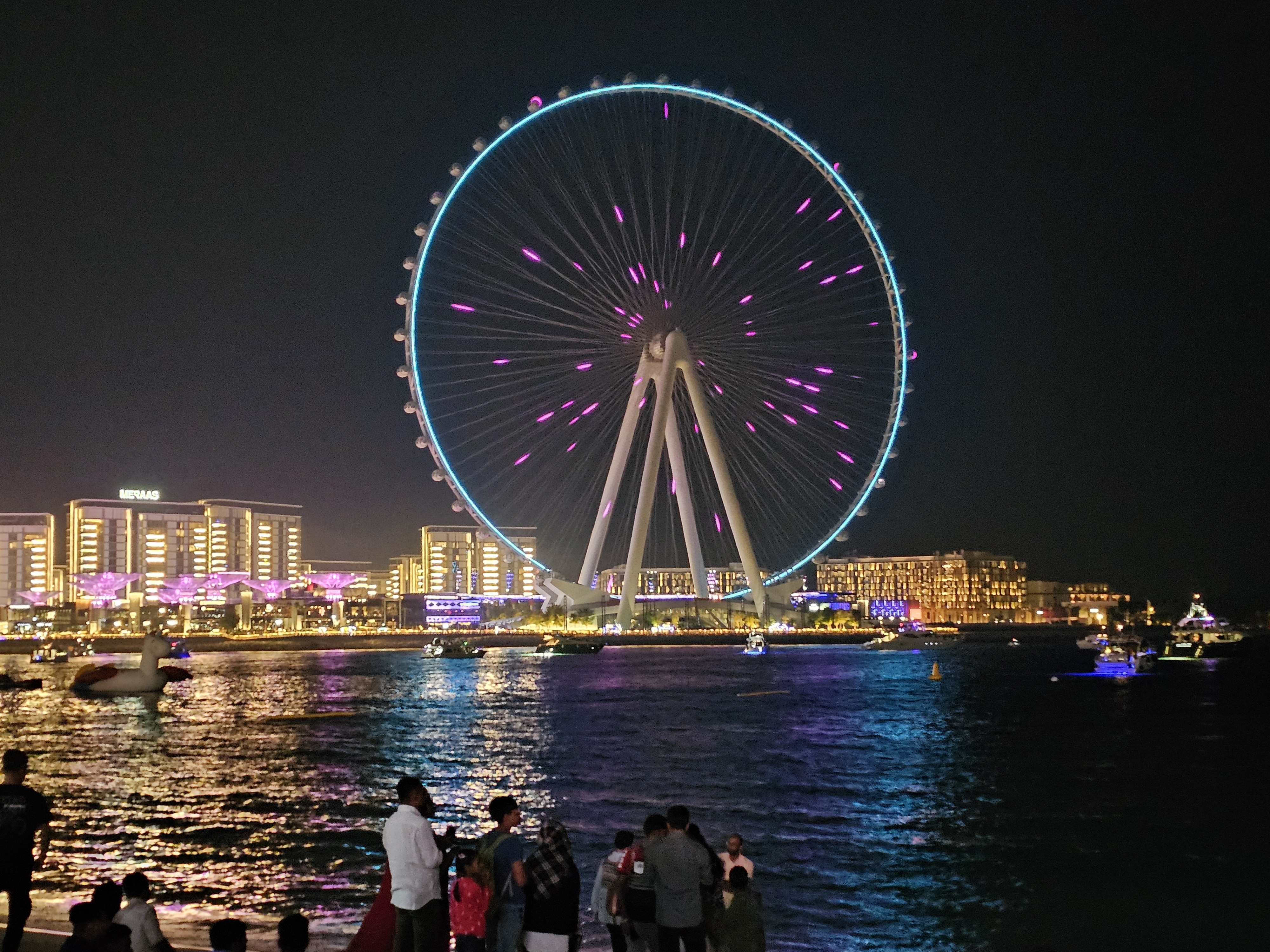
عين دبي ليلاً

## وصلات خارجية
- الموقع الرسمي